# Torn & Burnt
Torn & Burnt – The Mantiis Remixes (2013) es un álbum de remezclas de la banda barcelonesa Obsidian Kingdom. El disco está compuesto por remixes de siete canciones de su primer álbum, Mantiis, firmadas por diversos artistas de música electrónica - Oktopus (Dälek), Subheim, Poordream, Drumcorps, Larvae, Mothboy, Necro Deathmort y Jr Morgue, varios de ellos pertenecientes al sello independiente Ad Noiseam -. El diseño de la edición física, a cargo de Tomeu Mullet, toma como base una obra original del artista y taxidermista Raf Veulemans.

## Recepción
El disco obtiene buenas críticas que alaban la inesperada combinación entre metal y música electrónica. Se argumenta que las remezclas poseen entidad propia sin perder la esencia de los temas originales llegando incluso a superar a estos en algunos casos.

## Lista de canciones
| N.º | Título                                           | Duración |  |
| 1.  | «And Then It Was (Oktopus Remix)»                | 5:00     |  |
| 2.  | «Last Of The Light (Subheim Vs Poordream Remix)» | 5:05     |  |
| 3.  | «Awake Until Dawn (Necro Deathmort Remix)»       | 5:32     |  |
| 4.  | «Fingers In Anguish (Jr Morgue Remix)»           | 1:12     |  |
| 5.  | «Haunts Of The Underworld (Drumcorps Remix)»     | 3:45     |  |
| 6.  | «The Nurse (Larvae Remix)»                       | 3:53     |  |
| 7.  | «Answers Revealing (Mothboy Remix)»              | 7:58     |  |